# Coptocercus rugicollis
Coptocercus rugicollis är en skalbaggsart som beskrevs av Aurivillius 1917. Coptocercus rugicollis ingår i släktet Coptocercus och familjen långhorningar. Inga underarter finns listade i Catalogue of Life.